# Huperzia lajouensis
Huperzia lajouensis är en lummerväxtart som beskrevs av Ren Chang Ching. Huperzia lajouensis ingår i släktet lopplumrar, och familjen lummerväxter. Inga underarter finns listade i Catalogue of Life.